# Oxydesmus campi
Oxydesmus campi är en mångfotingart som beskrevs av Cook 1895. Oxydesmus campi ingår i släktet Oxydesmus och familjen Oxydesmidae. Inga underarter finns listade i Catalogue of Life.